# Stèle du songe
Ne doit pas être confondu avec Stèle du rêve.
La stèle du songe est une haute stèle découverte au Gebel Barkal en 1862 par un officier de l'armée du pacha d'Égypte qui avait alors pris possession de la région du nord Soudan. Elle se trouve aujourd'hui au musée du Caire.
Cette stèle comporte un texte triomphal relatant la reconquête de l'Égypte par les armées koushites de Tanoutamon au VIIe siècle avant notre ère.
Le texte commence par les paroles du roi lui-même relatant un rêve qu'il a eu à la veille de son avènement sur le trône de Napata. C'est en raison de ce songe que la stèle a été ainsi baptisée.
Dans son rêve le roi voit deux serpents s'opposant, il fait venir à son chevet les prêtres d'Amon afin qu'ils lui interprètent le sens de cette vision. Les prêtres lui annoncent alors que les deux serpents représentent les deux royaumes dont il est le légitime souverain, celui de Koush et celui d'Égypte et que le rêve lui est envoyé par les dieux afin qu'il reprenne le royaume du nord perdu par son oncle Taharqa.
La suite du texte reprend la phraséologie de la stèle des victoires de Piânkhy, et relate l'expédition de reconquête que Tanoutamon entreprend. Thèbes lui assure son allégeance et l'armée de Tanoutamon soumet une à une les principales cités jusqu'à mettre le siège devant Memphis où il vainc les troupes coalisées des princes du delta du Nil, emmenée par le roi Néchao Ier.
Les coalisés finissent par se soumettre également et payent alors un tribut au pharaon koushite qui rentre par la suite à Napata.
Cette victoire sera de courte durée car les troupes assyriennes reviendront envahir le pays et chasser les koushites hors des frontières du pays, mettant à sac au passage Memphis une nouvelle fois et surtout Thèbes.